# Solviksskogen (naturreservat)
Solviksskogen är ett naturreservat som ligger ca 15 km sydost om Västerås i Västmanland. Området på ca 30 hektar är skogbeväxt med i huvudsak barrträd där tallen dominerar. En del träd är mycket gamla, och döda ikullfallna träd gynnar ett flertal mossor, lavar och svampar. Infart till reservatet är norrifrån där en informationsskylt finns. En fornborg, Solviksborg, ligger intill reservatets sydvästra sida. Borgen uppfördes troligen under järnåldern som en försvarsanläggning, strategiskt placerad vid det en gång smala sundet (numera åkermark).